# Premi Flaiano 2021
La 48ª edizione dei premi Flaiano ha avuto luogo il 3 e 4 luglio 2021 a Pescara presso il Teatro monumento Gabriele D'Annunzio. 
La cerimonia è stata trasmessa in diretta su Rete8, in replica nazionale su Rai 3, con la conduzione di Lucio Valentini e Martina Riva. Durante le serate di premiazione, l'Associazione Culturale Ennio Flaiano ha assegnato la statuetta del Pegaso d'oro a personalità che nel corso della precedente stagione culturale si sono distinte in ambito letterario, cinematografico, teatrale, televisivo e radiofonico. Per l'occasione, i premi di italianistica sono stati intitolati a Luca Attanasio, l'ambasciatore italiano deceduto in seguito ad un agguato in Congo.
L'edizione ha ricevuto la medaglia di Rappresentanza del Presidente della Repubblica Italiana, conferita da Sergio Mattarella per «l'alto valore culturale della manifestazione». La rassegna cinematografica collaterale si è svolta dal 29 giugno al 2 luglio 2021, inaugurata alla presenza di Riccardo Milani, direttore artistico del festival, e dell'attore Alessandro Gassman.

## Vincitori

### Letteratura

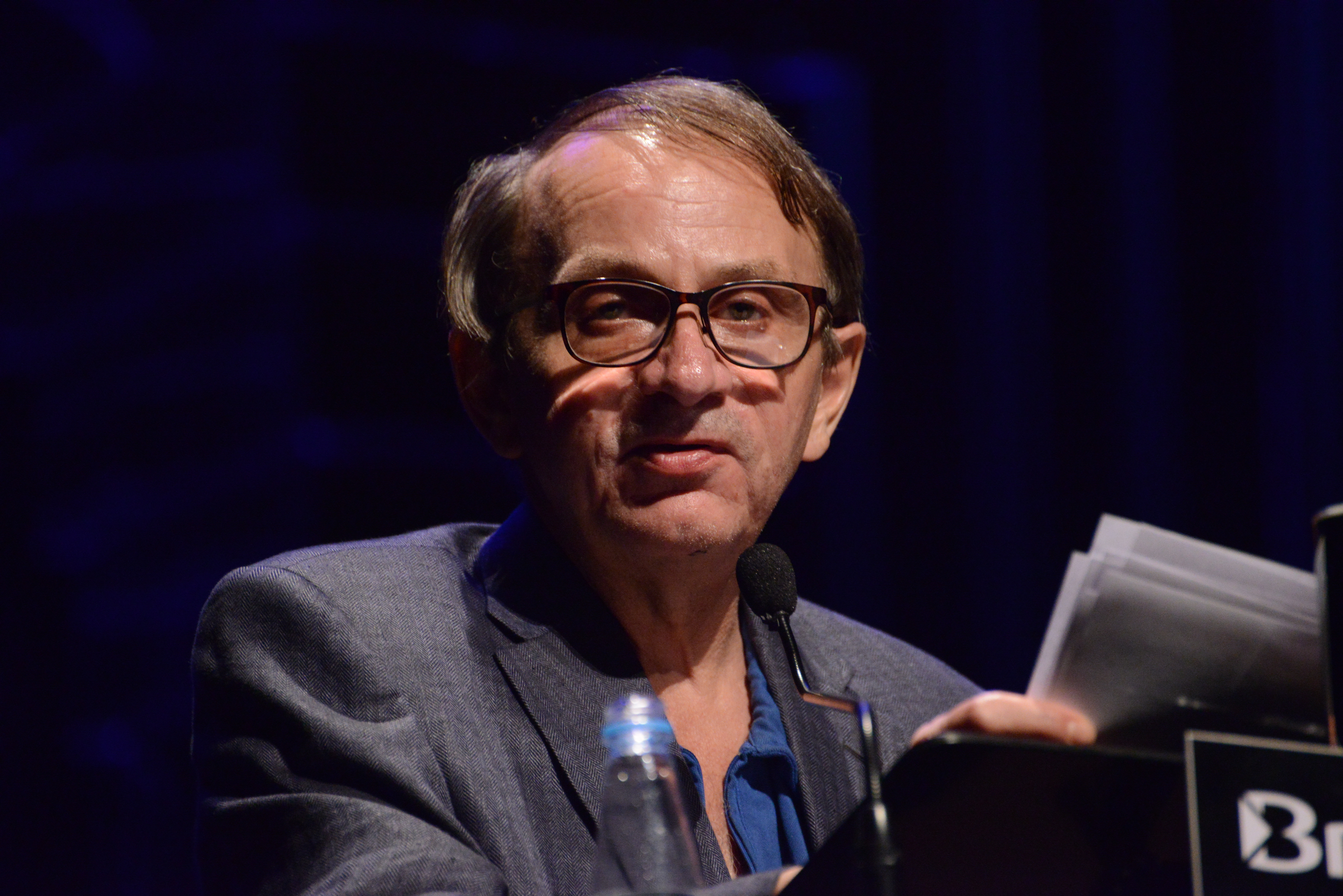
Michel Houellebecq, vincitore del premio di letteratura alla carriera

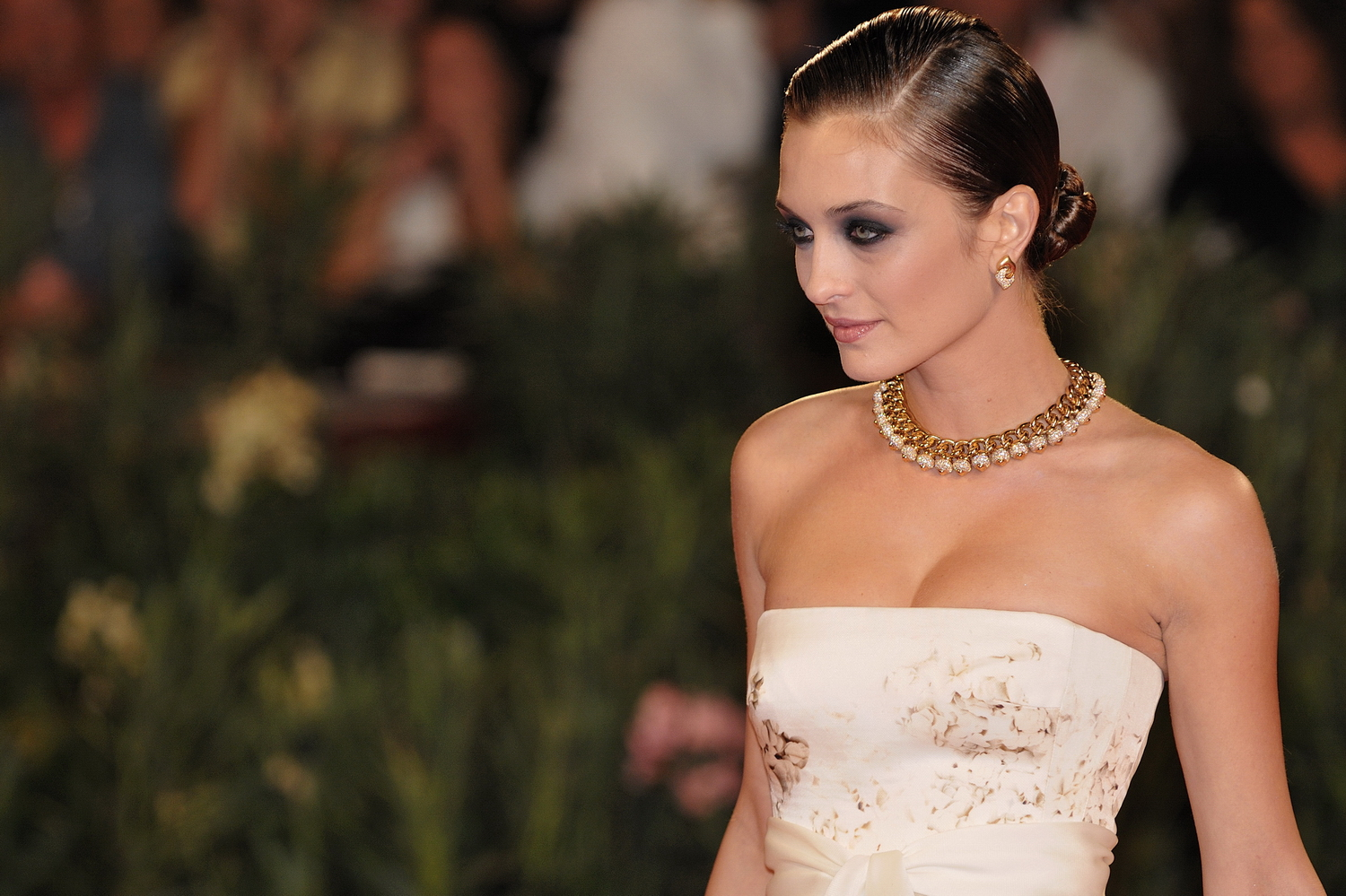
Carolina Crescentini, vincitrice del premio di cinema per l'interpretazione

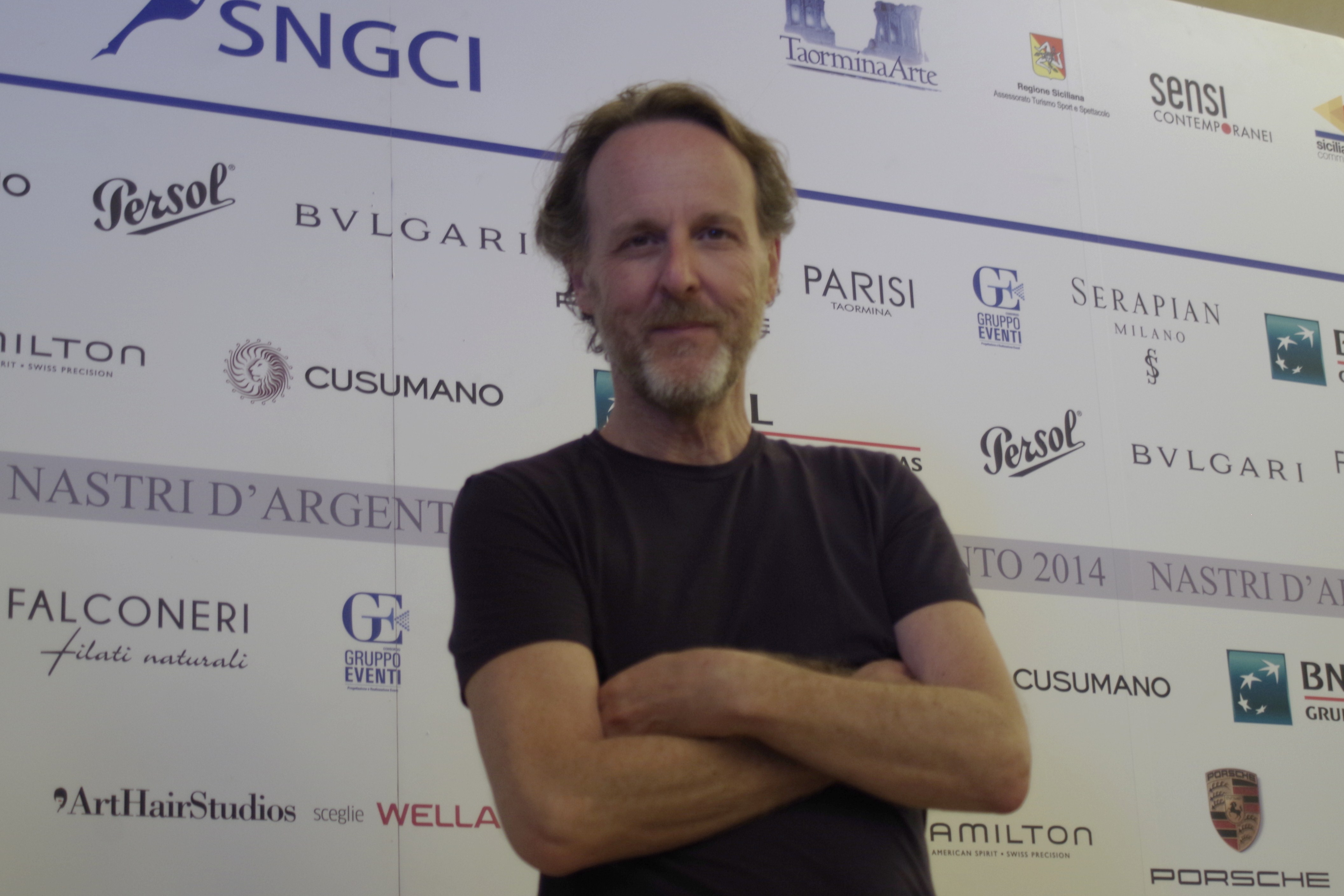
Francesco Bruni, vincitore del premio di cinema per la sceneggiatura

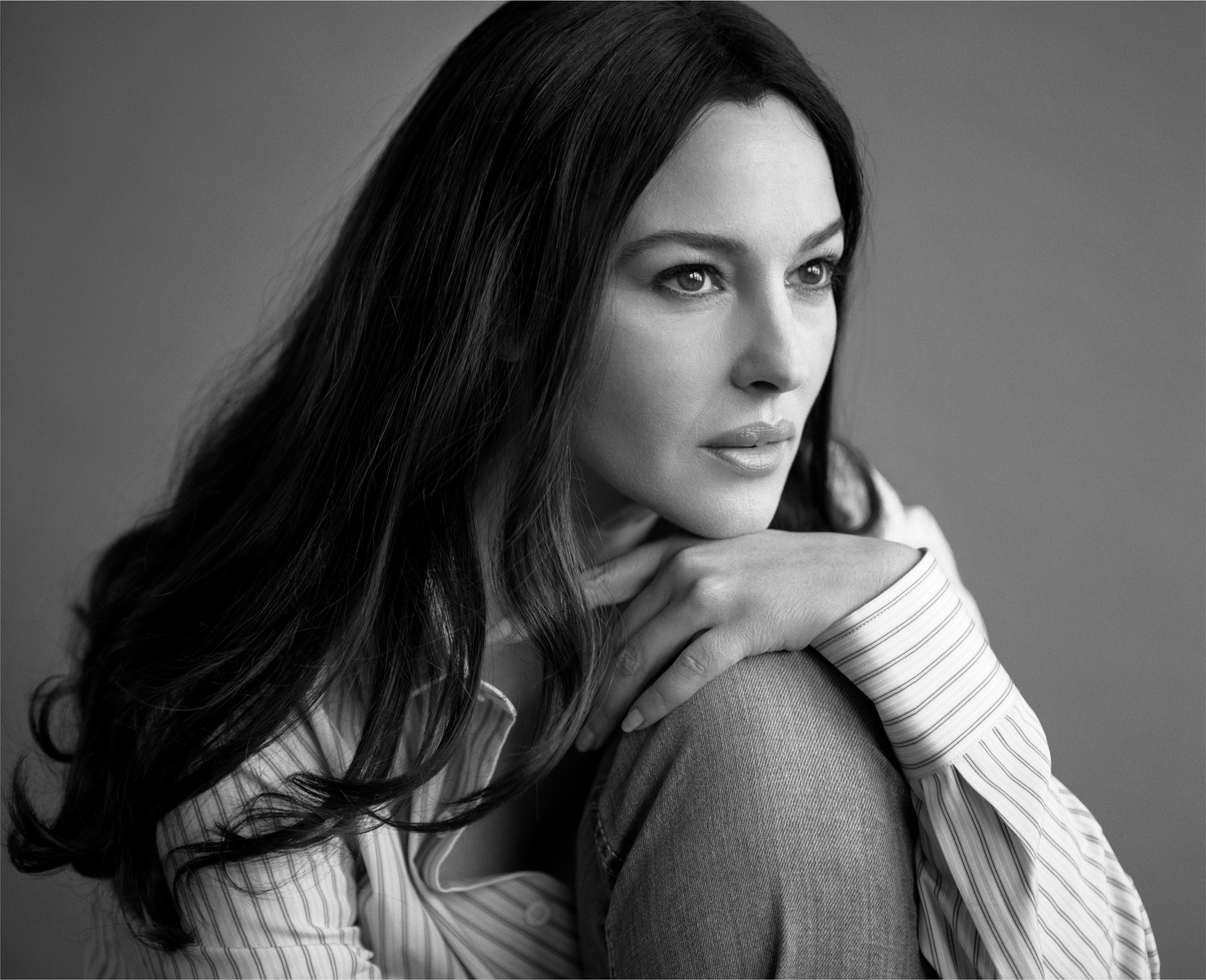
Monica Bellucci, vincitrice del premio di cinema alla carriera

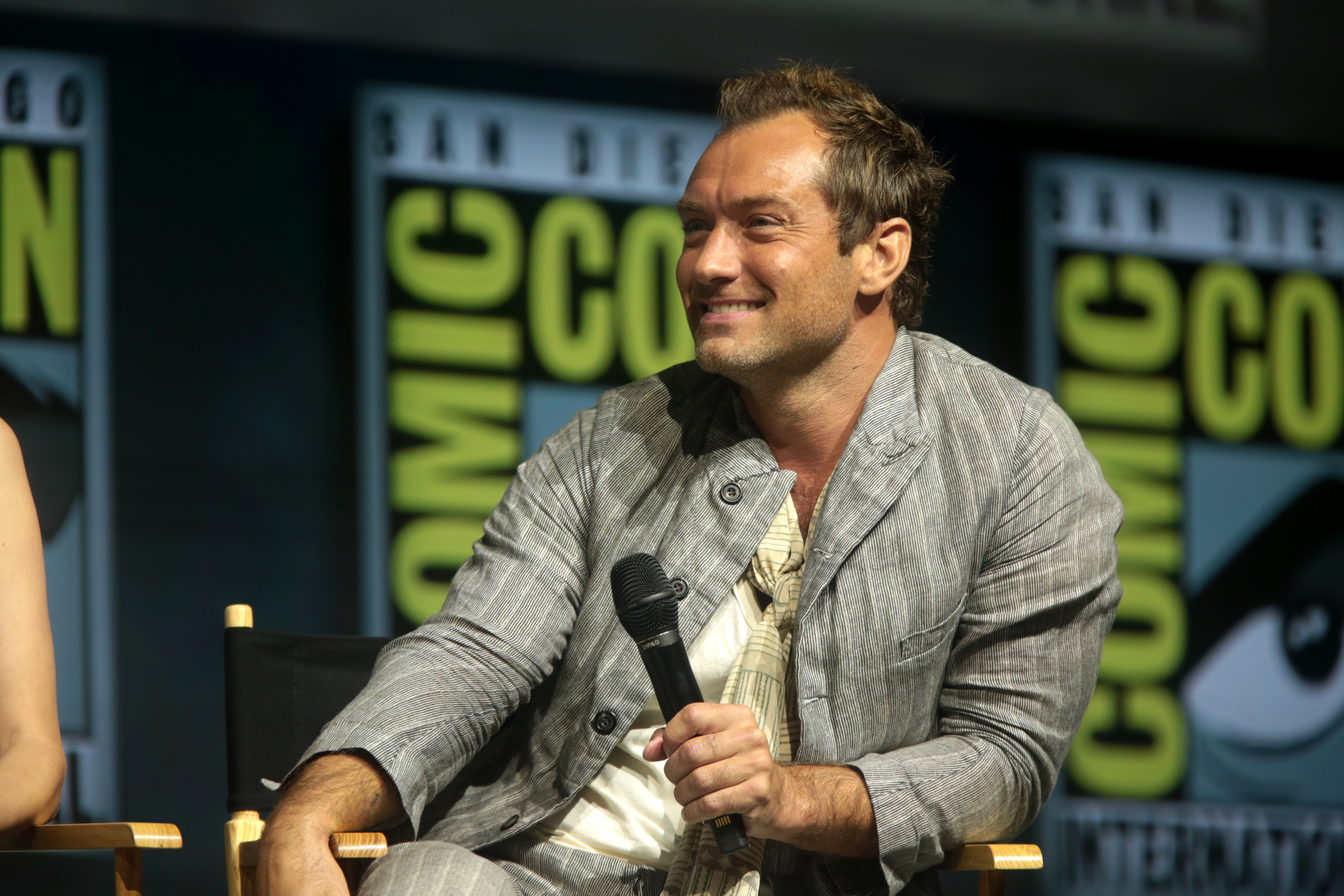
Jude Law, vincitore del premio di cinema alla carriera

- Premio per la narrativa: Mariapia Veladiano per Adesso che sei qui (Guanda)
- Premio per la narrativa (giovani): Maddalena Fingerle per Lingua madre (Italo Svevo)
- Premio internazionale di italianistica: Alfonso Campisi per Terres promises (Tunisia), Gaetana Marrone per The Cinema of Francesco Rosi (Stati Uniti), Jaana Vaahtera e Päivi Mehtonen per Kansankielestä. De vulgari eloquentia (Finlandia)
- Premio internazionale alla carriera: Michel Houellebecq
- Premio speciale: Walter Pedullà per Il pallone di stoffa. Memorie di un ottuagenario (Rizzoli), Claudio Piersanti per Quel maledetto Vronskij (Rizzoli), Remo Rapino e Carmine Perantuono per Gli occhi di Liborio (Rete8)

### Cinema
- Premio per la regia: Edoardo Ponti per La vita davanti a sé
- Premio per l'interpretazione maschile: Alessandro Gassmann per Non odiare, ex æquo con Massimo Ghini per La volta buona
- Premio per l'interpretazione femminile: Carolina Crescentini per La bambina che non voleva cantare
- Premio per la sceneggiatura: Francesco Bruni per Cosa sarà
- Premio per l'opera prima: Gianluca Jodice per Il cattivo poeta
- Premio per il documentario: Alex Infascelli per Mi chiamo Francesco Totti
- Premio per i costumi: Andrea Cavalletto per Il cattivo poeta
- Premio internazionale alla carriera: Monica Bellucci, Jude Law, Vincent Riotta
- Premio della presidenza: Ibrahima Gueye per La vita davanti a sé
- Premio del pubblico: Alice Filippi per Sul più bello, Francesca Mazzoleni per Punta sacra

### Teatro
- Premio alla carriera: Remo Girone e Laura Marinoni

### Televisione e radio
- Premio per la regia: Gianluca Maria Tavarelli per Chiamami ancora amore
- Premio per l'interpretazione: Cristiana Capotondi per Chiara Lubich - L'amore vince tutto
- Premio per la sceneggiatura: Giordano Meacci e Francesca Serafini per Carosello Carosone
- Premio per il programma: Sigfrido Ranucci per Report (Rai3)
- Premio per il programma culturale: Valentina Cenni e Stefano Bollani per Via dei Matti nº0 (Rai3)
- Premio speciale di giornalismo: Bernardo Valli

## Giurie
Letteratura
- Fabio Bacà, scrittore
- Donatella Di Pietrantonio, scrittrice e giornalista
- Maria Rosaria La Morgia, giornalista
- Raffaele Manica, saggista
- Renato Minore, critico letterario e scrittore
- Raffaello Palumbo Mosca, docente universitario

Comitato artistico
- Roberto Andò, regista e sceneggiatore
- Alessandro Bencivenni, sceneggiatore
- Valerio Caprara, critico cinematografico
- Laura Delli Colli, saggista
- Franco Mariotti, giornalista
- Giuliano Montaldo, regista e sceneggiatore
- Milena Vukotic, attrice